# Lago Atanasovsko
Il lago Atanàsovsko, detto anche lago di Atanàsovo (in bulgaro: Атанасовско езеро, Atanàsovsko èzero) è un lago salato costiero, situato a nord della città di Burgas, in Bulgaria, nelle immediate vicinanze della costa del Mar Nero. Il lago è largo all'incirca 5 km ed è diviso in due da una striscia di sabbia situata a metà dello specchio d'acqua. Il lago è particolarmente rinomato per la diversità di flora e di fauna ed è circondato da acquitrini e canalini che drenano tutto il bacino nel mare.
A causa dell'elevata salinità delle acque del lago, che aumenta inoltre di anno in anno per via del collegamento del lago con il mare, dalle sue acque viene estratto il sale fin dal 1906, con 40.000 tonnellate di sale marino ricavate ogni anno. La parte settentrionale del lago, riserva naturale dal 1980, è connessa attraverso un canale al Mar Nero, mentre la parte meridionale, di dimensioni inferiori e sfruttata per l'estrazione del sale, è una zona cuscinetto per la riserva. Sulla striscia di sabbia centrale passa la strada che collega Burgas con la città di Varna.

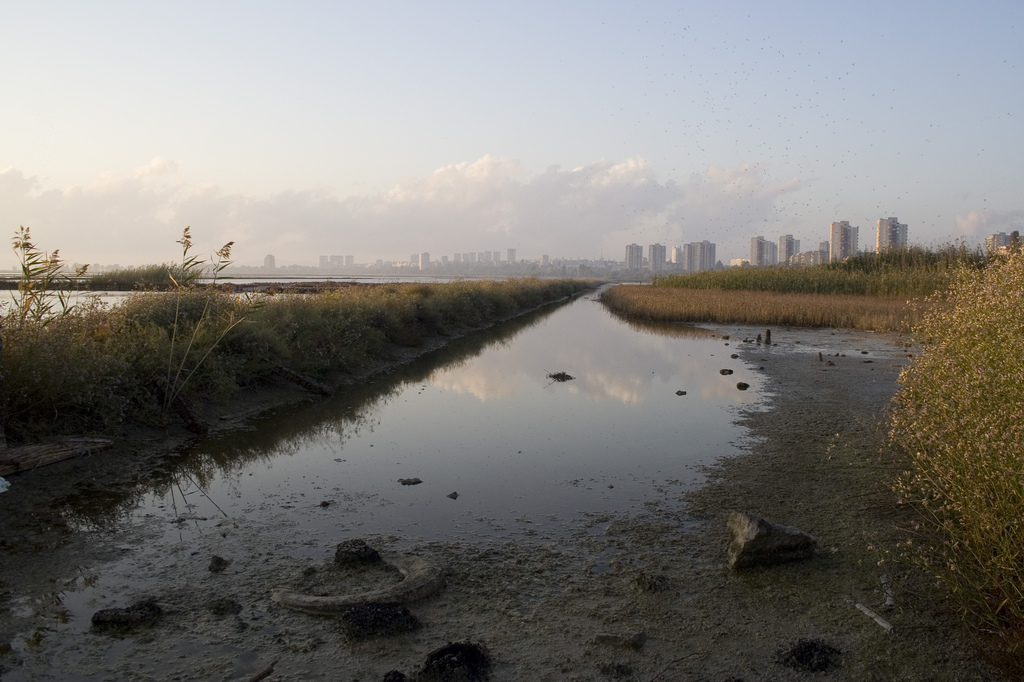
Burgas vista dalle rive del lago.

Nel lago risiedono circa 230 specie di piante tracheofite, delle quali 7 sono considerate a rischio in Bulgaria. Vi risiede inoltre il mustiolo, il più piccolo mammifero sulla Terra. Il lago Atanasovsko è inoltre uno dei punti chiave del paese dal punto di vista ornitologico, con 314 specie di uccelli, il 70% del totale registrato nel paese. 12 di queste sono a rischio d'estinzione globale, tra cui il marangone minore, l'oca collorosso, la moretta tabaccata, il pellicano crespo e la gallinella terrestre. Inoltre nel lago vivono 17 Specie locale di uccelli a rischio d'estinzione in Bulgaria, come la sterna comune ed il gabbiano corso. Il grande numero di volatili è dovuto alla posizione del lago lungo un importante percorso migratorio, accrescendo la popolazione del lago soprattutto durante la migrazione autunnale.